# Божо Петровић Његош
Војвода Божо Петровић Његош (1846 − 1929) био је политичар. 

## Биографија
Он је био предсједник Црногорског сената од 1867. до 1879. дугогодишњи црногорски предсједник владе од 1879. до 1905.
Постављен је за Управитеља Скадра 1915. 
До доношења Никољданског Устава 1905. је био члан династије Петровић Његош. Осамнаести члан првог дела Устава је њега и његове рођаке искључио из династије, која је сведена на потомке кнеза Николе и кнегиње Милене.
Од руског цара је добио Орден Светог Александра Невског.

## Потомство
- Владо Петровић Његош († 1924), лични секретар краља Александра[2]
- Кћерка, удата за председника црногорске владе Андрију Радовића